# والدي العزيز (مسلسل)
والدي العزيز، مسلسل كويتي، من إخراج علي العلي، وتأليف حسين المهدي. شارك في المسلسل عددٌ من الفنانين، منهم: إبراهيم الحربي، ومحمد العجيمي، ومرام البلوشي، وعبد المحسن القفاص، وعبد الله الطليحي.